# Alouatta discolor
Alouatta discolor is een zoogdier uit de familie van de grijpstaartapen (Atelidae). De wetenschappelijke naam van de soort werd voor het eerst geldig gepubliceerd door Johann Baptist von Spix in 1823.

## Voorkomen
De soort komt voor in Brazilië.